# Shutterstock
Shutterstock är ett företag i New York som erbjuder ett kommersiellt sökbibliotek för digitala bilder som kunder kan köpa och använda. Bolaget grundades 2003. Det börsnoterades på New York Stock Exchange 11 oktober 2012.